# Comuna Ostrov, Tulcea
Ostrov este o comună în județul Tulcea, Dobrogea, România, formată din satele Ostrov (reședința) și Piatra.

### Date statistice
Suprafața administrativă a comunei este de 11879,60 ha.
| Sate componente | Populație |
| --------------- | --------- |
| Ostrov          | 1964      |
| Piatra          | 11        |

### Clima
Clima este temperat continentală, cu veri fierbinți și cu precipitații slabe; ierni geroase, cu vânturi puternice. Temperatura medie anuală: 11,1 °C. Cantitatea medie de precipitații: 457 mm anual.

### Vestigii istorice
În punctul „Piatra Frecăței” (toponim: „Beroe”) se găsesc ruinele parțial dezvelite ale unei fortificații romane și bizantine (secolele I-VI și X-XII) și, in apropiere, ale unei basilici paleocrestine (secolele V-VI), la marginea fostului cimitir al așezării (secolele I-XII).
În secolul al XIII-lea, localitatea Ostrov purta denumirea Beroe moștenită de la romani, din epoca postaureliană. În secolele I și al II-lea în partea vestică, pe malul Dunării a existat Castrul Roman Beroe, unde își avea sediul Legiunea a V-a. Dovada existenței lor sunt săpăturile efectuate pe locul numit Lagări, care avea în acea perioadă înțelesul de cetate și care includea populația militară și civilă, biserici, teren arabil, locuri de veci. Obiectivele de importanță arheologică descoperite sunt ruinele bisericii romane baptisteriumul, monezi cu efigiile unor împărați romani din secolele al II-lea și al III-lea d. Hr., schelete de acum 1500 – 1600 de ani.
Această cetate a dat numele brațului Dunării pe malul căruia se găsea și anume Băroi (dovadă a adaptării pe teren autohton a denumirii romane).
In urma unor conflicte între comații dobrogeni și romani, cetatea a fost distrusă. Ruinele ei au fost folosite mai târziu, în perioada bizantină a Imperiului Roman, ca post de graniță.
Satul Ostrov datează scriptic din 1848. A fost înființat mai întâi între Dunăre și verigă pe ostrovul format între aceste două ape, de unde și-a luat și numele de Ostrov.
La început, satul se compunea din câteva grupuri de oameni veniți cu turmele de oi din Transilvania. Această parțială transhumanță se poate dovedi prin gropile de forma rotundă existente pe teritoriul ostrovean, unde se crede că au fost construite bordeie. Au fost găsite cărămizi și pământ ars din vatra focului.
În 1848, din cauza inundațiilor, populația a fost nevoită să se retragă, formând un “mic sat de circa 30 de familii și 106 membri”. Cu timpul numărul de locuitori s-a mărit și satul a devenit chiar comună.

## Demografie
Componența etnică a comunei Ostrov
     Români (94,67%)
     Alte etnii (0,23%)
     Necunoscută (5,1%)
Componența confesională a comunei Ostrov
     Ortodocși (94,27%)
     Alte religii (0,23%)
     Necunoscută (5,5%)
Conform recensământului efectuat în 2021, populația comunei Ostrov se ridică la 1.764 de locuitori, în scădere față de recensământul anterior din 2011, când fuseseră înregistrați 1.925 de locuitori. Majoritatea locuitorilor sunt români (94,67%), iar pentru 5,1% nu se cunoaște apartenența etnică. Din punct de vedere confesional, majoritatea locuitorilor sunt ortodocși (94,27%), iar pentru 5,5% nu se cunoaște apartenența confesională.

## Politică și administrație
Comuna Ostrov este administrată de un primar și un consiliu local compus din 11 consilieri. Primarul, Gabriel Neacșu[*], de la Partidul Național Liberal, este în funcție din 1 noiembrie 2024. Începând cu alegerile locale din 2024, consiliul local are următoarea componență pe partide politice:
|  | Partid                          | Consilieri | Componența Consiliului | Componența Consiliului | Componența Consiliului | Componența Consiliului | Componența Consiliului |
|  | ------------------------------- | ---------- | ---------------------- | ---------------------- | ---------------------- | ---------------------- | ---------------------- |
|  | Partidul Social Democrat        | 5          |                        |                        |                        |                        |                        |
|  | Partidul Național Liberal       | 4          |                        |                        |                        |                        |                        |
|  | Alianța pentru Unirea Românilor | 1          |                        |                        |                        |                        |                        |
|  | Forța Dreptei                   | 1          |                        |                        |                        |                        |                        |